# Aeronca 15 Sedan
El Aeronca 15AC Sedan es un avión ligero de tren de aterrizaje fijo y cuatro asientos, que fue producido en los Estados Unidos entre 1948 y 1951. Diseñado por Aeronca para uso personal, el Sedan también encontró aplicaciones en tareas utilitarias, incluyendo el vuelo salvaje (bush flying). El Sedan fue el último diseño que Aeronca puso en producción y fue el mayor avión producido por la compañía.

## Desarrollo y diseño
Como los demás diseños de Aeronca, el fuselaje y las superficies de cola del Sedan están fabricadas de tubería de acero soldada. La estructura externa del fuselaje consiste en una combinación de cuadernas y larguerillos de madera, recubierta con tela. La sección transversal de la estructura de celosía metálica del fuselaje es triangular, una disposición de diseño que se puede rastrear hasta el diseño inicial del Aeronca C-2 a finales de los años 20.
En una variación de diseño significativa respecto a los aviones previos de Aeronca, las alas arriostradas mediante montantes del Sedan están compuestas por piezas totalmente metálicas. Tales combinaciones de tipos de construcción no fueron comunes. Mientras que el Sedan casaba un fuselaje recubierto de tela con alas totalmente metálicas, el contemporáneo Cessna 170 combinaba un fuselaje totalmente metálico con alas recubiertas de tela. También son únicos en el Sedan, comparados con los diseños de Aeronca, los montantes alares monopieza.
El tren de aterrizaje del Sedan es de disposición convencional, con patas principales de tubo de acero, y rueda de cola orientable. A diferencia de sus hermanos el Champ y el Chief, que emplean ambos amortiguadores de aceite para la absorción de impactos, el Sedan hace uso de cuerdas elásticas para absorber las cargas del aterrizaje y carreteo.
El Sedan está equipado con el motor Continental C-145-2 o el Continental O-300-A de 145 hp; también están aprobados para su instalación los Franklin 6A4-165-B3 y Franklin 6A4-150-B3, de 165 y 150 hp respectivamente. El Sedan presenta un sistema eléctrico que incluye un motor de arranque como equipo estándar.
Como había hecho con muchos de sus otros modelos, Aeronca certificó una versión hidroavión del Sedan, el modelo S15AC. Mientras que el Sedan estándar estaba equipado con una única puerta de acceso en el lado derecho, la versión hidroavión ofrecía también una puerta en el lado izquierdo.

### Modificaciones

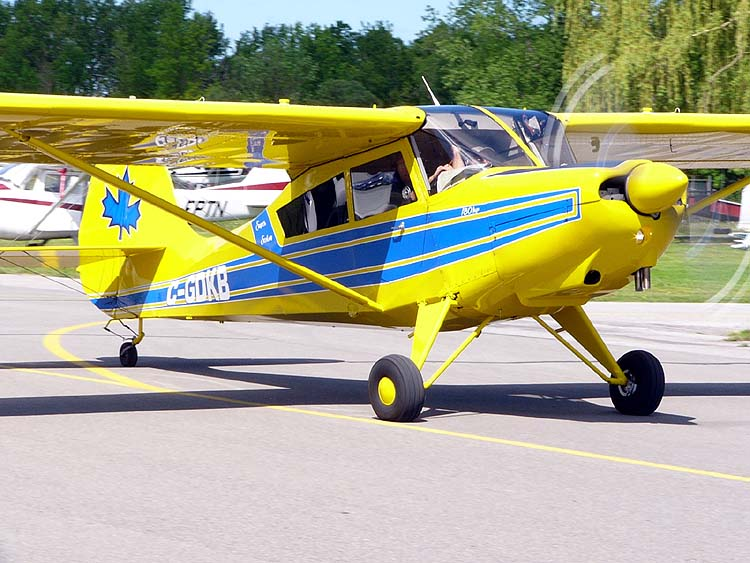
Sedan modernizado con motor Lycoming O-360 de 180 hp.

Hay disponibles más de 50 modificaciones como Certificado de Tipo Suplementario para el Sedan, muchas con la intención de modernizar el avión. Una, vendida por el actual propietario del diseño del Sedan, reemplaza muchos componentes por delante del cortafuegos con versiones modernizadas, incluyendo un motor Lycoming O-360-A1A de 180 hp, una hélice de velocidad constante, un nuevo soporte motor, y una capota de fibra de vidrio. Una segunda modificación del poseedor del diseño permite la retirada del radiador del aceite, que se puede averiar y para el que no hay repuestos disponibles.

### Historia de la producción
Entrando en producción en 1948, el 15AC Sedan fue la adición de cuatro asientos de Aeronca a su pareja de aviones de dos plazas, el Champ y el Chief, que habían entrado ambos en producción en 1946. El diseño de cuatro asientos dio a Aeronca una gama similar a las de sus competidores. Muchas otras compañías con diseños de dos asientos habían estado añadiendo versiones de cuatro plazas. Entre estos competidores de cuatro plazas estaban el Cessna 170, el PA-14 Family Cruiser, el Stinson 108, el Taylorcraft 15 y el Luscombe 11A Silvaire Sedan.
El Aeronca Sedan fue producido desde 1948 hasta 1951, cuando Aeronca cesó toda la producción de aviones ligeros. La línea de producción del Sedan cerró en 1950, pero los Sedan estaban siendo ensamblados todavía en 1951 con las piezas en stock restantes. El último Sedan, que fue también el último avión construido por Aeronca en volar, dejó la factoría el 23 de octubre de 1951.
Aunque Aeronca vendió una cantidad de sus otros diseños después del cese de la producción, la compañía mantuvo por mucho tiempo la propiedad del Sedan. El HAOP-27 Krishak, construido por Hindustan Aeronautics, presenta algunas similitudes con el Sedan. Algunas fuentes dicen que el Krishak fue producido bajo licencia de Aeronca, aunque las diferencias son suficientemente significativas como para poner esto en tela de juicio.
Finalmente, Aeronca se desprendió del diseño el 11 de abril de 1991, vendiéndolo a (según los archivos de la Administración Federal de Aviación) “William Brad Mitchell o Sandra Mitchell”. El 10 de julio de 2000, la propiedad del diseño pasó a Burl A. Rogers, dueño de Burl's Aircraft de Chugiak, Alaska.  Desde el año 2000, Burl's Aircraft ha proporcionado repuestos y apoyo técnico a propietarios y operadores de Sedan.

### Producción de Burl's Aircraft
El 21 de febrero de 2008, Burl's Aircraft anunció que la compañía estaba construyendo nuevos fuselajes de Sedan y una válvula de combustible de nuevo estilo. El 8 de diciembre de 2009, Burl's Aircraft anunció que estaban comenzando la construcción de nuevos 15AC Sedan.
Aunque Aeronca todavía existe, ya no posee el certificado de tipo, por lo que los nuevos aviones serán comercializados por Burl A. Rogers y Burl's Aircraft LLC como Rogers 15AC Sedan.

## Variantes

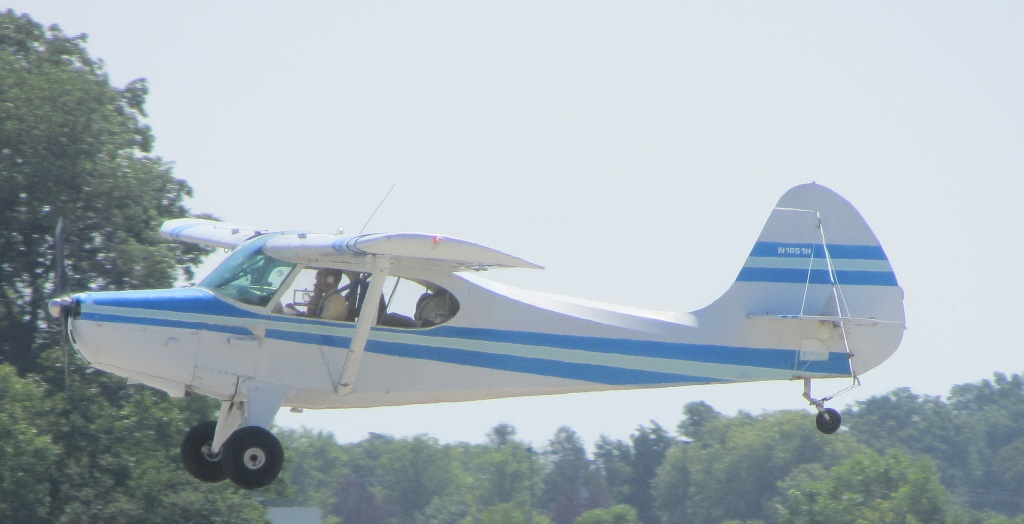
Aeronca AC Sedan aterrizando.

Aeronca 15AC Sedan
Modelo básico, certificado el 23 de septiembre de 1948 y producido en 1948-1951. Los motores especificados son el Continental C-145-2 o el Continental O-300-A, y el Franklin 6A4-165-B3 o el Franklin 6A4-150-B3 bajo el kit de conversión Maine Air Service Franklin Aeronca.
Aeronca S15AC Sedan
Modelo hidroavión, certificado en 23 de septiembre de 1948. Igual que el modelo 15AC, excepto por la instalación de flotadores, compensador del elevador más grande y refuerzo del fuselaje.
Rogers 15AC Sedan
Nueva versión propuesta para la producción a comenzar en 2010. El avión prototipo, en construcción en diciembre de 2009, estará equipado con un motor Lycoming O-360-A1A de 180 hp, hélice de velocidad constante de 203 cm, panel de instrumentos colocado en vertical, compartimiento de equipajes agrandado, ventanas mayores, puertas dobles estilo hidroavión, batería aligerada, motor de arranque, alternador y rueda de cola 3200 series Alaskan Bushwheel con muelle de rueda de cola estilo Pawnee.

## Historia operacional
El Sedan fue diseñado para ser un avión dócil pero también con buenas prestaciones. Los pilotos encontraron que el Sedan, con su amplio interior, tenía espacio suficiente para el equipaje y pasajeros. Con su gran ala, tenía buenas prestaciones de despegue, y era capaz de realizar operaciones de despegues y aterrizajes cortos. Encontró un hueco como avión personal y en tareas comerciales de vuelo salvaje; también podía ser equipado para trabajos agrícolas. Aunque las tareas comerciales han sido ampliamente tomadas por diseños más modernos, muchos Sedan continúan en uso como aviones personales. Su operación actual es auxiliada por la disponibilidad de apoyo por parte del propietario del diseño.

### Vuelos récord
Un Sedan fue elegido por los pilotos Bill Barris y Dick Riedel para su intento de establecimiento de vuelo sostenido en 1949. El vuelo fue patrocinado por una cámara de comercio local y la asociación de productores Sunkist, siendo por este último patrocinador por lo que se llamó al avión Sunkist Lady (el avión de apoyo acompañante, también un Sedan, fue llamado Lady’s Maid). Partiendo del Municipal Airport de Fullerton, California, el 15 de marzo, el vuelo cruzó los Estados Unidos hasta Miami, Florida, donde el mal tiempo forzó a los pilotos a realizar ciclos durante 14 días antes de realizar la vuelta a Fullerton. Durante el camino, el combustible y la comida se pasaba desde vehículos en el suelo a los pilotos mediante pasadas bajas sobre las pistas de aeropuertos. Llegando a Fullerton el 11 de abril, los pilotos se mantuvieron volando en el área local hasta el 26 de abril, aterrizando finalmente en el Fullerton Municipal Airport y estableciendo un récord de más de 1.008 horas, ó 42 días, en el aire.
El récord de Fullerton duró poco tiempo. Inspirado por dicho vuelo, más tarde en 1949, Yuma, Arizona decidió patrocinar su propio intento de récord de vuelo sostenido. La ciudad necesitaba publicidad, ya que estaba experimentando dificultades económicas debidas al cierre en 1946 del Yuma Army Air Field. Los pilotos Woody Jongeward y Bob Woodhouse pilotaron el City of Yuma, un Sedan prestado por propietarios locales, modificado para el vuelo y pintado con el eslogan “The City with a Future”. El vuelo comenzó el 24 de agosto, permaneciendo el avión en el área de Yuma, y finalizó después de más de 1.124 horas, o cerca de 47 días en el aire, el 10 de octubre. En 1997, el avión que estableció el récord fue localizado y volvió a Yuma; puesto en estado de vuelo de nuevo, voló el 10 de octubre de 1999, para conmemorar el 50 aniversario del final del vuelo récord. El avión "City of Yuma" y el coche de repostaje están actualmente en exhibición en el Ayuntamiento de Yuma.

## Especificaciones (Modelo 15AC Sedan)
Referencia datos: Enciclopedia Ilustrada de la Aviación Vol.1 pag.75

### Características generales
- Tripulación: 1 piloto.
- Capacidad: 3 pasajeros
- Longitud: 7,70 m
- Envergadura: 11,34 m
- Altura: 3,1 m
- Superficie alar: 18,58 m²
- Perfil alar: NACA 4412
- Peso vacío: 522 kg
- Peso cargado: 930 kg
- Peso útil: 399 kg
- Peso máximo al despegue: 930 kg
- Planta motriz: 1× motor bóxer de 6 cilindros opuestos Continental C-145-2.
  - Potencia: 108 kW (145 HP; 147 CV)

### Rendimiento
- Velocidad nunca excedida (Vne): 208 km/h
- Velocidad crucero (Vc): 183 km/h
- Velocidad de entrada en pérdida (Vs): 85,3 km/h
- Alcance: 724 km
- Techo de vuelo: 3780 m (12400 pies)
- Régimen de ascenso: 3,30 m/s (650 pies/min)
- Carga alar: 50 kg/m²
- Potencia/peso: 14,1 lb/hp (8,6 kg/kW)

### Aeronaves similares
- Cessna 170
- Piper Family Cruiser
- Piper PA-20 Pacer
- Stinson 108
- Yakovlev Yak-12